# Гест германија ЈМ
Гест германија JM је једноседи ловачки авион направљен у Немачкој. Авион је први пут полетео 1916. године. 

Због недовољних летних особина за своје време, није ушао у серијску производњу.
Распон крила авиона је био 7,62 метара, а дужина трупа 5,28 метара. Био је наоружан са једним митраљезом калибра 7,92 милиметара.

## Наоружање
| Наоружање авиона: Германија    |     |
| Ватрено (стрељачко) наоружање  |     |
| Топ                            |     |
| Митраљез                       |     |
| Број и ознака митраљеза        | 1   |
| Калибар                        | 7,9 |
| Бомбардерско наоружање (бомбе) |     |
| Ракетно наоружање (ракете)     |     |